# Dirk Schrade
Dirk Schrade, né le 29 juin 1978 à Münsingen, est un cavalier de concours complet d'équitation, médaillé d'or par équipe aux Jeux olympiques de Londres en 2012. 